# Ancylistes bicuspoides
Ancylistes bicuspoides là một loài bọ cánh cứng trong họ Cerambycidae.